# اس‌ام‌اس نووارا (۱۹۱۳)
اس‌ام‌اس نووارا (۱۹۱۳) (به انگلیسی: SMS Novara (1913)) یک کشتی است که طول آن ۱۳۰٫۶۴ متر (۴۲۸٫۶ فوت) می‌باشد. این کشتی در سال ۱۹۱۳ ساخته شد.